# Občov
Občov (en allemand : Obtschau) est une commune du district de Příbram, dans la région de Bohême-Centrale, en République tchèque. Sa population s'élevait à 190 habitants en 2020.

## Géographie
Občov se trouve à 5 km au nord-est du centre de Příbram et à 49 km au sud-ouest de Prague.
La commune est limitée par Suchodol à l'ouest, au nord et à l'est, et par Dubenec et Dubno au sud.

## Histoire
La première mention écrite de la localité date de 1357.

## Transports
Par la route, Občov se trouve à 5,2 km de Příbram et à 57 km de Prague.